# 瓜园乡
瓜园乡，是中华人民共和国山西省大同市云州区下辖的一个乡镇级行政单位。2021年4月，撤销瓜园乡，整建制并入西坪镇。以原瓜园乡和原西坪镇的行政区域为西坪镇的行政区域。

## 行政区划
瓜园乡下辖以下地区：
瓜园村、东坪村、北石山村、南石山村、渔儿涧村、黑石崖村、东沙窝村、西沙窝村、陈庄村、腾家沟村、南坡村、梁庄村、南吴家洼村、道西湾村、东紫峰村、西紫峰村、茹庄村和李汪涧村。